# Bargala

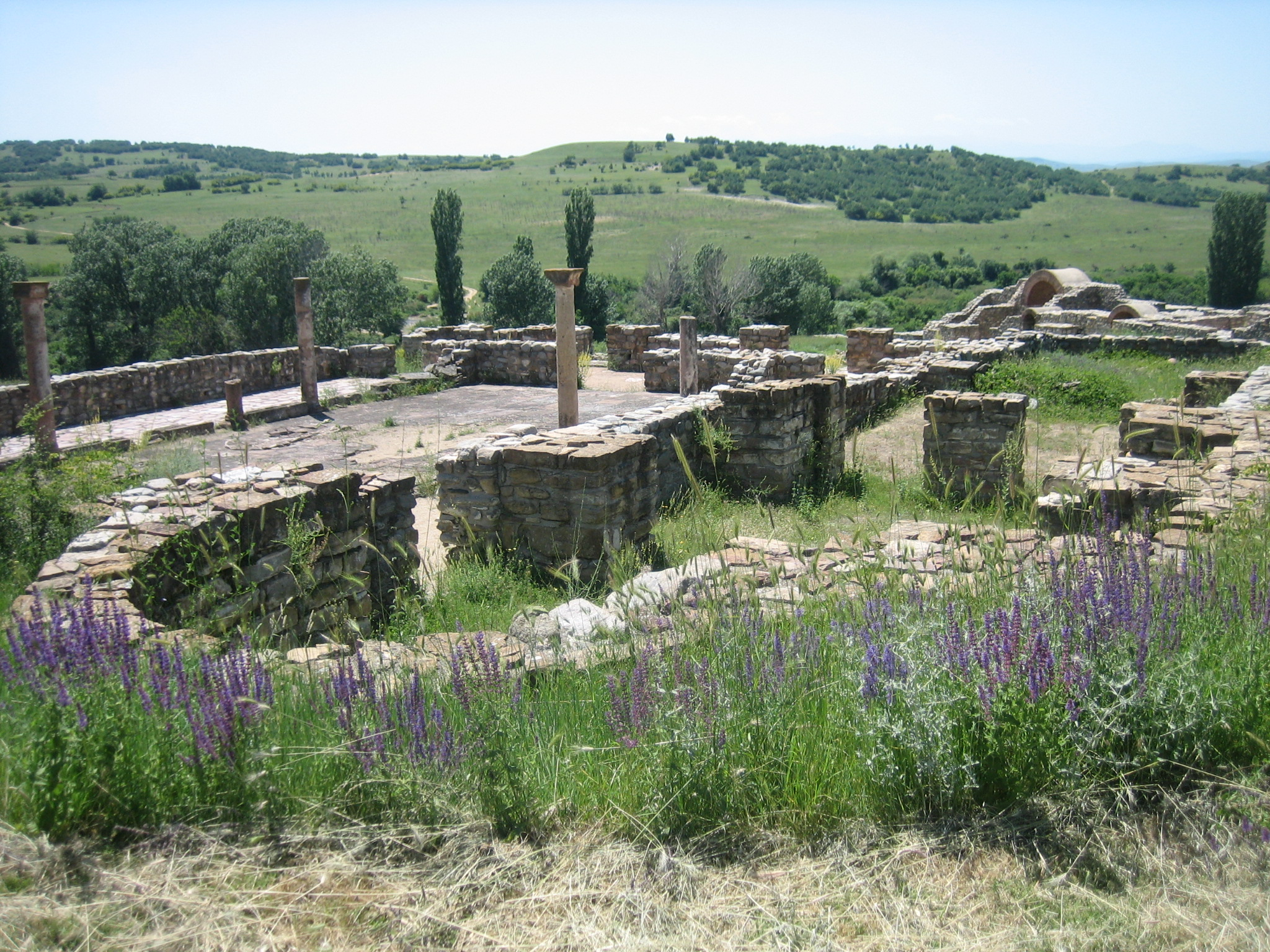
Les ruines de Bargala.

Bargala (en macédonien : Баргала) est une ville antique de la Macédoine du Nord, située dans la commune de Karbinci, près du village de Kozyak et à 15 kilomètres au nord de la ville de Štip. Le site archéologique couvre cinq hectares et comporte notamment les ruines d'une enceinte défensive, de trois basiliques et de deux bassins qui servaient à fouler le raisin.
La ville est mentionnée pour la première fois en 371, puis à nouveau en 415, dans un acte du Concile de Chalcédoine. Son nom est d'origine thrace, et elle se situait à la frontière entre les diocèses romains de Macédoine, de Thrace et de Dacie. Bargala a d'abord été une colonie, accueillant des légions romaines à la fin du IVe siècle, puis est un siège épiscopal au cours des Ve et VIe siècles. Elle est attaquée par les Avars, puis conquise par les Slaves au VIIe siècle et tombe à l'abandon.
Au sud-est du site, près du mur défensif, se trouve l'église Saint-Georges, construite aux IXe et Xe siècles.